# Fuhrmann Henschel
Fuhrmann Henschel ist ein naturalistisches Milieudrama von Gerhart Hauptmann und spielt in den 1860er Jahren in dem schlesischen Gasthof „Zum Grauen Schwan“. 
Der Handlungskern liegt in der Auseinandersetzung mit der eigenen Schuld des Protagonisten, in Form des Fuhrmanns Henschel, und dessen Scheitern an seiner Moral und dem Zerbrechen am eigenen Versagen. Ein nicht gehaltenes Versprechen ist der Auslöser und Konflikt für ein von dem Fuhrmann nicht zu bewältigendes Spannungsverhältnis zwischen Moral und Triebkraft, welches letztlich zum Tode aus eigener Willenskraft führt.

## Entstehung
Die Ansätze entstanden etwa um 1897, Hauptmann arbeitete während Aufenthalten in Dresden, Berlin und Tremezzo an seinem Werk. Nach zwischenzeitlichen Unterbrechungen beendete er es im September 1898 in Grunewald. Zwei Monate später fand die Uraufführung im Deutschen Theater Berlin statt, 1899 folgte die Buchveröffentlichung.

## Handlung
1. Akt – Im Zimmer der Henschels
Herr Henschel lebt mit seiner todkranken Frau, dem ebenfalls kränkelnden Neugeborenen und der Magd Hanne in dem Gasthof „Zum Grauen Schwan“. Hanne, eine durchtriebene und rücksichtslose Person, ist liiert mit Franz. Früh wird dem Leser das angespannte Verhältnis zwischen ihr und Frau Henschel deutlich, welche Charakterzüge bemerkt, die anderen zunächst verborgen bleiben. Sich mit dem Tod bereits abfindend, fehlt Frau Henschel jedoch die Kraft, gegen Hanne anzureden. Siebenhaar, der Besitzer des Gasthofes, tritt mit einer Flasche Wein in die Stube der Henschels mit dem Anliegen, er müsse mit dem Hausherrn sprechen. 
Später ist Siebenhaar allein mit Frau Henschel, welche ihn, ihren Wahnvorstellungen unterliegend, zunächst mit ihrem Gatten verwechselt. Herr Henschel betritt die Szene und wird sogleich verbal von seiner Frau attackiert, die ihm ein Verhältnis mit Hanne vorwirft und glaubt, er könne die Magd nach ihrem Tod sogar heiraten. Scherzhaft antwortet der verdutzte Gatte mit „natürlich“. Die Ernsthaftigkeit der Lage erkennend, lässt sich Henschel schließlich von seiner Frau das Versprechen abnehmen, niemals eine Ehe mit Hanne einzugehen.
2. Akt – Im Zimmer der Henschels
Frau Henschel ist derweil verstorben, kurz darauf auch Gustel, das Neugeborene. Hanne lebt noch immer im Haushalt von Herrn Henschel und wird mit ihrer Tochter konfrontiert, von der sie jedoch sagt, es sei nicht ihre, sondern die Tochter ihrer Schwester. Kurz nach dem Tod der Hausherrin lässt Hanne Franz links liegen. Dieser ahnt ihren Plan, die neue Frau Henschel zu werden. Listig schmiedet sie die Umsetzung ihres Plans. Sie erklärt, ihr Bruder brauche ihre Hilfe, weshalb sie fort müsse. Henschel bekommt plötzlich Angst, seine Aufgaben nicht allein bewältigen zu können und gerät in einen Konflikt. Neben der Tatsache, dass er Witwer ist, bekommt er nun auch beruflich Konkurrenz durch den Bau einer Eisenbahnstrecke. Erneut tritt Siebenhaar ins Geschehen, der Henschel gut zuredet. Er solle doch nicht auf ewig trauern und in Erwägung ziehen, neu zu heiraten, zum Beispiel Hanne. Nach kurzem Zweifel wegen des Versprechens gegenüber seiner Frau fühlt Henschel sich jedoch durch Siebenhaar bestärkt und verdrängt jenes.
3. Akt – Im Zimmer der Henschels
Hanne ist nun, gemäß ihrem Plan, die neue Frau Henschel und wird im weiteren Verlauf nur noch als diese benannt. Schnell gerät die Ehe ins Bröckeln. Herr Henschel ist als Fuhrmann häufig unterwegs. Ein Verhältnis Hannes mit dem Kellner Georg entwickelt sich, welches zunächst unentdeckt bleibt. Mit der Absicht, seiner neuen Frau eine Freude zu machen, bringt Henschel ihre in einem anderen Haushalt aufgewachsene Tochter mit. Als er feststellen muss, dass seine Frau zutiefst entsetzt darüber ist, werden ihm erstmals ihre boshaften Charakterzüge deutlich. Der Fuhrmann beginnt zu zweifeln.
4. Akt – Im Wirtshaus
Im Gegensatz zu den anderen Szenen spielt sich diese als einzige nicht in der Stube der Henschels, sondern im Wirtshaus ab.
Die Besucher geraten ins Spekulieren, Henschel wolle nun unter dem Einfluss der neuen Ehefrau die Schenke übernehmen. Man lässt sich über ihr berechnendes Verhalten aus und stellt sogar in den Raum, es sei kein Zufall, dass die erste Ehefrau verstorben sei. Man unterstellt dem Ehepaar, diese Situation eingefädelt zu haben, wobei Herr Henschel ein Spielball Hannes gewesen sei. 
Der Bruder der Verstorbenen ist anwesend und bekräftigt deren Anschuldigungen mit der Behauptung, seine Schwester habe sich völliger Gesundheit erfreut. Der hinzustoßende Henschel wird wütend und wirft einen der Besucher hinaus. Den Zenit seiner Wut erreicht er, als man ihm das Verhältnis seiner Frau zu dem Kellner Georg offenbart.
5. Akt – Im Zimmer der Henschels
Der von Schuldgefühlen geplagte und mittlerweile innerlich zerrissene Henschel befindet sich allein in seiner Stube und nimmt die Stimme seiner verstorbenen Frau wahr. Die neue Frau Henschel kommt hinzu und redet ihm ein, er träume, was den Prozess des Wahnsinns jedoch nicht aufhält. Henschel redet davon, jemand habe ihm bereits eine Schlinge gelegt. Siebenhaar betritt die Stube und wird Zeuge dieses skurrilen Verhaltens. Henschel beklagt sich, seine Frau verfolge ihn nun bis auf ewig, weil er das Versprechen nicht eingehalten habe und sie somit ihre Ruhe nicht finden könne. 
Später sagt Henschel zu Hanne, einer der beiden müsse weichen, da sonst kein Friede eintrete. Daraufhin entgegnet diese, sie werde am folgenden Tag ausziehen. Der Abgang Herr Henschels folgt, welcher auch sein letzter Auftritt ist. Kurze Zeit später öffnet Siebenhaar die Tür der Schlafkammer und findet den Fuhrmann tot auf. Dieser hat Selbstmord begangen, nachdem er seinem inneren Konflikt nicht mehr entkommen konnte.

## Charakterisierung
Die drei Hauptgestalten um Henschel: Frau Henschel, Siebenhaar und Hanne, sind innerlich einheitliche, fest geformte Charaktere, keineswegs zwiespältiger Natur. Zwischen diesen Personen steht Henschel, ein zunächst unsicher werdender und schließlich völlig in sich gespaltener Mensch.

### Fuhrmann Henschel
Die Titelfigur Henschel genießt den Ruf eines klugen, freundlichen Ratgebers. Sein Urteil und sein Wort gelten wie ein Gesetz für seine Mitmenschen. Er steht ruhig und sicher in der Welt seines Bauern- und Fuhrmann-Daseins, solange sein Gleichgewicht nicht ins Wanken gerät. Geschieht jedoch etwas Unerwartetes, so gerät sein sicheres Fundament ins Wanken. Seiner wuchtigen äußeren Erscheinung steht ein fast kindlicher, leicht beeinflussbarer Charakter gegenüber. Deutlich erkennbar in den Gesprächen mit Siebenhaar, der es immer wieder schafft, ihm gut zuzureden und ihm seine Entscheidungen somit abzunehmen.

### Frau Henschel
Trotz ihrer ausweglosen Situation ist sie eine von Gottesvertrauen gestützte Frau, die ihrem Mann selbstlos über Jahre unter die Arme griff. Sie lebt nach strengen moralischen und sittlichen Prinzipien und stellt somit die Gegenposition zu Hanne dar.

### Hanne
Genau wissend was sie will, ist ihr für die Erreichung ihrer Ziele nichts zu abstoßend. Sie ist instinktsicher wie ein Raubtier und in ihrem Agieren streng berechnend. Moralgefühl ist nicht erkennbar, genauso wenig wie Mitgefühl oder Sittlichkeit; eine von seelischen Konflikten freie Gestalt. Ihr eigenes Kind ist ihr eine schwere Last, da ihr Wesen keine mütterlichen Gefühle zulässt. Hanne stammt aus armen Verhältnissen. Ihr Leben als Dienstmädchen ist ihr nicht ausreichend und so sieht sie in dem Fuhrmann eine Partie, die das Blatt mit einem Schlag wenden könnte.

### Siebenhaar
Eine autoritäre und wohlhabende Person inmitten des einfachen Bürgertums. Siebenhaar ist sich seines hohen Ansehens, ebenso wie seines Einflusses durchaus bewusst und setzt dies auch gezielt ein; zwar ohne boshafte Hintergedanken, jedoch sehr unüberlegt und ohne über mögliche Folgen nachzudenken. Er ist zwar ein intelligenter Mensch, bleibt im Denken und Fühlen jedoch oberflächlich, und es mangelt es ihm an seelischem Tiefgang.

## Interpretation
Der Fuhrmann, Henschel, stellt den passiven Helden des Stückes dar und ist von Beginn an zum Scheitern verurteilt. Ein friedlicher, schlichter und ehrlicher Mensch, der durch determinierte Umstände zum Selbstmörder mutiert, bietet Stoff zur psychologischen Untersuchung.

### Innerlichkeit und Sinnlichkeit
Horst Engert stellte 1910 die Theorie über die Innerlichkeit und Sinnlichkeit des Fuhrmanns auf. Unter Innerlichkeit verstehen wir unter anderem Gemüt und Phantasie; sprich, alles was das reiche Seelenleben beinhaltet. Henschels Sinnlichkeit gegenüber Hanne kommt nach dem Tod seiner Frau zum Ausdruck. Er handelt nicht mehr rational, sondern gibt sich ganz seinen Triebkräften hin. Als Henschel aber über Hannes Verhältnis und ihre gesamte Verworfenheit informiert wird, sieht er seine triebgeleitete Liebe als betrogen, womit die Herrschaft seiner Sinnlichkeit ein Ende findet. Die Liebe zu seiner toten Gattin und seinem verstorbenen Kind gewinnt wieder Macht über ihn. Die Erkenntnis über Hannes Doppelleben führt, nach Engert, den inneren Zwiespalt in ihm auf, an dem er später zugrunde geht.

### Das Versprechen
Dass Henschel, trotz seines ehrlichen Auftretens, sein Versprechen bricht, scheint auf eine innere Ambivalenz hinzudeuten. Jedoch darf man die Rolle des autoritären Siebenhaar nicht in den Hintergrund stellen. Dieser übernimmt Partei für Henschel, indem er die schwerwiegenden Anliegen seiner Frau als aus den Fingern gesogen abtut. Diese vermeintliche Tatsache wirkt beruhigend auf den Fuhrmann. Er geht ganz auf den Ton seines Hausherrn ein und versucht seiner Frau alles als harmlose Träumerei auszulegen. Henschel glaubt in der Tat selbst, dass die Vorwürfe nichts weiter bedeuten; denn sein Bewusstsein spricht ihn ja völlig von aller Schuld frei. Der Wunsch, die Vorahnungen seien nur Träumereien, dient jedoch unbewusst dem eigenen Ruhebedürfnis und nicht der Fürsorge um seine Frau.

### Die Erkenntnis
Je mehr sich Henschel von Hanne abwendet, desto weniger wird er forthin von seinen Trieben geleitet, was dazu führt, dass das Gegengewicht zu seinem Schuldgefühl an Fundament verliert und die seelische Not ins Unermessliche wachsen lässt. Auf dieser Linie führt nun die psychologische Entwicklung unaufhaltsam zur Katastrophe. In der Wirtshausszene des vierten Aktes wird Henschels Überreizung und innerer Zusammenbruch vorbereitet. Zunächst erfährt er, wie verächtlich man nach dem Tod seiner Frau im Ort über ihn denkt und was man über seine zweite Ehe spekuliert, später offenbart man ihm dann das Verhältnis seiner neuen Gattin mit einem Kellner. Dieses neue Wissen führt vorerst zu großer Wut; jedoch fasst sich Henschel zügig wieder, da er sich einredet, es seien nichts weiter als Gerüchte. Es ist im Grunde sein Lebenswillen, der sich gegen die drohende Vernichtung wehrt; dennoch fühlt er, dass er sich von diesem Schlag nie mehr erholen wird. Sein gesamtes Gewicht hängt von diesem Moment an Hannes Schuld oder Unschuld. Sein innerer Zwiespalt erreicht hier einen Höhepunkt, da er sich ihrer Schuld zwar sicher ist, diese jedoch verdrängt. Der Fuhrmann des vierten Aktes ist nicht mehr derselbe. Nachdem man ihm den Schleier vor den Augen wegreißt, ist er nun zum ersten Mal in der Lage, eine Entscheidung für sich allein zu fällen. Die Erkenntnis ist es, die ihn in den Selbstmord treibt.

## Einordnung in die Theorie des Naturalismus
Die typischen Merkmale des Naturalismus zeichnen sich in klaren Linien in Hauptmanns Drama ab. Am wesentlichsten der Determinismus, der dazu führt, dass Henschel, der passive Held von Beginn an zum Scheitern verurteilt ist. Die Umgebung entspricht der damaligen Wirklichkeit des Bürgertums, genau wie der dort herrschende Dialekt, welcher den Protagonisten auferlegt ist. Ausnahmen sind hierbei die höhergestellten Charaktere, wie Siebenhaar; der Grundstücksbesitzer oder Wermelkirch; der Wirt, welche der hochdeutschen Sprache mächtig sind. Die Umgebung entspricht der Wirklichkeit des Bürgertums. Typisch in diesem Werk für den Naturalismus ist der übermäßige Alkoholkonsum, die kranke Frau, das uneheliche Kind von Hanne und die Figur des passiven Helden.

## Aufbau und Struktur
Das Drama ist nicht erkennbar angelehnt an das Prinzip der klassischen griechischen Tragödie nach Aristoteles, die drei Aristotelischen Einheiten, welche die Einhaltung der Handlung, der Zeit und des Ortes fordern. Es treten durchaus Abweichungen auf. Zum Beispiel findet ein Ortswechsel statt (von der Stube zur Schenke). Die Handlung dehnt sich über einige Monate aus und mit dem Auftauchen Berthas (Hannes Tochter) findet ein zweiter Handlungsstrang statt. Somit finden wir in Hauptmanns Fuhrmann Henschel kein geschlossenes, mehr ein offenes Drama vor. Was jedoch wiederum auf die aristotelische Tradition zurückführen lässt, ist das fünfaktige Strukturmodell nach Gustav Freytag (1863).

## Verfilmungen
- 1918: Fuhrmann Henschel (1918), Stummfilm unter der Regie von Ernst Lubitsch mit Emil Jannings
- 1956: Fuhrmann Henschel, Farbfilm unter der Regie von Josef von Báky mit Walter Richter, Nadja Tiller, Wolfgang Lukschy
- 1962: Fuhrmann Henschel (1962), Fernsehfilm unter der Regie von Kurt Hirschfeld mit Walter Richter, Margrit Winter und Barbara Rütting

## Hörspiele
- 1927: Fuhrmann Henschel (Schlesische Funkstunde). Regie: Victor Heinz Fuchs. Mit Hedwig Wangel.
- 1929: Fuhrmann Henschel (Schlesische Funkstunde). Regie: Franz Joseph Engel. Mit Hans Marr (Fuhrmann Henschel), Ruth Gregor (Frau Henschel), Rut Rosen (Hanne Schäl, später Frau Henschel), Friedrich Reinicke (Siebenhaar), Siegfried Bruck (Hauffe) und andere.
- 1949: Fuhrmann Henschel (RWR-Wien). Regie: Raoul Martiné. Mit Hans Marr (Titelrolle).
- 1962: Fuhrmann Henschel (HR/SR/DRS). Bearbeitung und Regie: Ulrich Lauterbach. Mit Walter Richter (Henschel), Ingeborg Stein (Frau Henschel), Krista Keller (Hanne), Rudolf Hofmann (Pferdehändler Walther), Hans Caninenberg (Siebenhaar), Kind Borek (Karlchen), Leopold Biberti (Wermelskirch), Agnes del Sarto (1892–1965) (Frau Wermelskirch), Helga Feddersen (Franziska), Arnim Süssenguth (Hauffe), Otto Mächtlinger (Franz), Curt Bock (George), Eric Schildkraut (Fabig), Willy Buser (Meister Hildebrandt), Ulrich Lauterbach (Grunert)
- 1981: Fuhrmann Henschel (ORF Oberösterreich). Regie: Ferry Bauer. Mit Walter Richter, Felicitas Ruhm, Barbara Blume, Kurt Heintel, Peter Uwe Arndt, Angelika Stefan, Dieter Naumann, Robert Dietl, Elfriede Gollmann, Wolfgang Stefann und Gernot Duda.

Quellen: ARD-Hörspieldatenbank für die deutschen und OE1-Hörspieldatenbank für die österreichischen Produktionen